# クリスチーナ・アメージャン
- クリスティーナ・アメージャン

クリスチーナ・L・アメージャン（Christina L. Ahmadjian、1959年3月1日 - ）は、アメリカ出身の商学者。専門は組織社会学。一橋大学名誉教授、立教大学特任教授。Ph.D.（カリフォルニア大学バークレー校）。三菱重工業取締役、住友電気工業取締役、日本取引所グループ取締役、アサヒグループホールディングス取締役、NEC取締役等も歴任。北海道大学理事。

## 人物
ボストン育ち。父はアルメニア系アメリカ人植物学者、母はスウェーデン系アメリカ人の元レイセオンプログラマー。ハーバード大学で東アジア研究（中国）と北京語を専攻して卒業。使用言語は英語、日本語、中国語。
半年間の台湾留学後、エズラ・ヴォーゲル教授の勧めで大学から奨学金を受け来日。大阪市十三の英語学校教員を経て、東向日駅で知り合った三菱電機京都製作所のイギリス人女性秘書に誘われ、1982年、長岡京市の三菱電機京都製作所に契約社員として入社する。入社後は通常の女性社員と同じ制服を着せられ、灰皿洗いやお茶出しの担当となる。アメリカからの来客があると、上司がクリスはハーヴァード出身だなどと自慢し、相手客の失笑を誘っていたという。また勤務先だった京都市では「ガイジン」などと言われ苦痛を感じたという。
三菱電機にいてもキャリアにプラスにならないと考えて2年で退社。スタンフォード大学経営大学院を修了しMBAを取得。1987年ベイン・アンド・カンパニーに入社するが、退社し、教授の勧めで、ジェームズ・リンカーン教授のいたカリフォルニア大学バークレー校ハース・ビジネススクール博士課程で経営学博士の学位を取得。また25歳で結婚した日本人男性（のちに離婚）との間にできた長女を、博士課程在学中に出産。1995年コロンビア大学コロンビア・ビジネス・スクール助教授に就任した。
その後国際交流基金日米センター安倍フェローシップ・プログラム奨学金で東京大学客員研究員として再来日。東京は外国人であることを理由として奇異の目で見られることもなく住みやすいと感じていたところ、一橋大学でMBAプログラムが開設されることを知り、竹内弘高一橋大学教授と面会。2001年から一橋大学助教授、2004年から教授として教鞭を執る。2013年には商学部の学生に留学等を行わせる渋沢スカラープログラムを立ち上げプログラムディレクターに就任。2022年立教大学経営学部国際経営学科特任教授。また三菱重工業取締役、日本取引所グループ取締役なども務める。

## 経歴
- 1981年 ハーバード大学卒業（東アジア研究学士、優等（magna cum laude））
- 1982年 三菱電機株式会社入社
- 1987年 スタンフォード大学経営大学院修了（経営学修士（MBA））
- 1987年 ベイン・アンド・カンパニー入社
- 1995年 カリフォルニア大学バークレー校ハース・ビジネススクール博士課程修了（経営学博士（Ph.D））[6]
- 1995年1月 - 2001年9月 コロンビア大学コロンビア・ビジネス・スクール 助教授[7]
- 2000年 東京大学客員研究員
- 2001年10月 - 2003年12月 一橋大学大学院国際企業戦略研究科 助教授[7]
- 2004年1月 - 2012年3月 一橋大学大学院国際企業戦略研究科 教授[7]
- 2010年4月 - 2012年3月 一橋大学大学院国際企業戦略研究科 研究科長[7]
- 2012年4月 - 2018年3月 一橋大学大学院商学研究科 教授[7]
- 2018年3月 - 一橋大学大学院経営管理研究科 教授[7]
- 2022年4月 - 一橋大学 名誉教授[8]、立教大学経営学部国際経営学科 特任教授[5]

## 社会的活動
- 2009年6月 エーザイ株式会社取締役
- 2012年6月 三菱重工業株式会社取締役[9]
- 2014年6月 株式会社日本取引所グループ取締役[10]
- 2015年1月 国立大学法人北海道大学経営協議会委員[11]
- 2018年6月 住友電気工業株式会社取締役[12]
- 2019年3月 アサヒグループホールディングス株式会社取締役[7]
- 2021年6月 日本電気株式会社取締役[13]

## 著書
- Handbook on International Corporate Governance （共著）, Corporate governance in Japan Cheltenham,UK: Edward Elgar. 247-268頁 2011年, ISBN 978-1849801232
- Corporate governance in Japan（共著）, Foreign investors and corporate governance reform in Japan Edward Elgar （Cambridge Univ Pr ） 125-150頁 2007年, ISBN 978-0199284511
- Business Groups in East Asia : Financial Crisis, Restructuring, and New Growth（共著）, Japanese business groups: Continuity in the face of change. Oxford Univ Pr 29-51頁 2006年, ISBN 978-0199287345
- Handbook on international corporate governance（共著）, Cheltenham, Edward Elgar. 130-147頁 2005年
- Hitotsubashi on Knowledge Management（共著）, Interorganizational knowledge creation: Knowledge and networks. Singapore, John Wiley & Sons. 227-245頁 2004年, ISBN 978-0470820742
- Japan's Managed Globalization : Adapting to the Twenty-First Century（共著）, Changing Japanese corporate governance. New York, M.E. Sharpe. s 215-246頁 2002年, ISBN 978-0765609519
- Knowledge emergence: Social, technical, and evolutionary dimensions of knowledge creation （共著）, Shukko (employee transfers) and tacit knowledge exchange in Japanese supply networks: The electronics industry case. New York, Oxford University Press. 247-269頁 2001年, ISBN 978-0195130638
- Research in Organizational Behavior <20>（共著）, Evolving patterns of keiretsu organization and action in Japan. Jai Pr 303-345頁 1998年, ISBN 978-0762303663